# Танцевальная лихорадка!
Танцевальная лихорадка (англ. Shake It Up) — американский оригинальный сериал Disney Channel о двух девочках-подростках, которые танцуют в телевизионном шоу «Танцевальная лихорадка». Создатель сериала Крис Томпсон. Премьера состоялась 7 ноября в США.
29 сентября 2011 года стало известно, что у сериала будет второй сезон. Он завершился специальной часовой серией «Танцевальная Лихорадка: Сделано в Японии». 9 июня 2012 года было анонсировано, что сериал продлён на третий сезон, премьера пришлась на 14 октября 2012 года, но из актёрского состава сериала вышел Кентон Дьюти (в роли Гюнтера).
25 июля 2013 года Disney Channel решили не продлевать сериал на 4 сезон, отсняв 78 эпизодов по причине загруженности графиков исполнителей главных ролей.

## Сюжет
Две лучшие подруги с пелёнок Рокки Блю (Зендея) и Сиси Джонс (Белла Торн) не без помощи своего друга Дьюса Мартинеса (Адам Иригойен) исполняют свою давнюю мечту — стать профессиональными танцовщицами, ведь они теперь участвуют в танцевальном подростковом шоу «Танцевальная лихорадка!» (в оригинале — «Встряхнись, Чикаго!»). Сиси и Рокки сталкиваются с обычными подростковыми проблемами и при этом участвуют в еженедельном ТВ-шоу, где есть свои конкуренты, в частности, брат и сестра, Гюнтер (Кентон Дьюти) и Тинка (Кэролайн Саншайн). Также Сиси вечно втягивает Рокки во всякие истории. Также в каждой серии (или практически в каждой) светятся Тай Блю (Рошон Фиган), старший брат Рокки, Флинн Джонс (Дэвис Кливленд), младший брат Сиси, и Дьюс Мартинес (уже упомянутый ранее).

## Главные персонажи
- Сессилия «Сиси» Джонс (Белла Торн) - 13-летняя (позже исполняется 14,15 и 16) девушка. У неё рыжие волосы и карие глаза. Ненавидит учёбу. Так же, как и Рокки, хорошо танцует. Участница подросткового шоу «Танцевальная лихорадка». Стильно одевается. Всегда втягивает Рокки во всякие нелепые истории. Не переносит Гюнтера и Тинку, но позже начинает дружить с Тинкой. Её и младшего брата Флинна воспитывает мама-одиночка по имени Джорджия (Анита Бароне), которая работает полицейским. Сиси страдает редким заболеванием — дислексией. В сериале этому посвящается целая серия. Во многом из-за этого Сиси не любит и даже боится ходить в школу («Я каждый день боюсь, что меня попросят прочесть что-нибудь вслух!»). Примечание: Белла Торн, исполнявшая эту роль, действительно болеет дислексией.
- Рокель «Рокки» Опра Блю (Зендея) — 13-летняя (позже исполняется 14,15 и 16) девушка. У неё тёмно-каштановые кудрявые волосы (гораздо короче, чем у Сиси) и карие глаза. Рокки отличница и лучшая ученица в школе, никогда не пропускала уроки. Так же, как и Сиси, хорошо танцует. Стильно одевается, точно как и Сиси. Всегда является жертвой глупых ситуаций, в которые её втягивает подруга. Не переносит Гюнтера и Тинку, но позже начинает дружить с Тинкой. Её и брата воспитывают мама Марси Блю (Карла Рената) и отец-доктор Кёртис Блю (Фил Моррис) Примечание: В сериале, героине, которую играет Зендея по плану 13 лет, а на самом деле на начало съёмок актрисе было 14 лет.
- Флинн Джонс (Дэвис Кливленд) — младший брат Сиси. 8-летний ребёнок (позже 9, 10, 11-летний). Очень хитрый. Имеет привычку кричать «Я ОТКРОЮ, МАМ!» или «Я ВОЗЬМУ, МАМ!» когда звонит телефон или кто-то звонит в дверь. Так же как и Сиси не любит учёбу. Имеет друга-ботаника по имени Генри. Часто попадает в переделки с Таем и Дьюсом. Любит видео-игры.
- Тай Блю (Рошон Фиган) — старший брат Рокки. Мечтает стать известным рэпером. Хорошо танцует. Считает себя стильным и обаятельным красавцем. Часто попадает в передряги с Дьюсом и Флинном. В 5 серии 1 сезона он ходил на свидание с Тинкой, потому что Гюнтер дал ему денег, но позже понял, что Тинка красавица и она ему нравится, но потом всё становится как обычно.
- Дьюс Мартинес (Адам Иригойен) — лучший друг Рокки и Сиси. Встречается с Диной Гарсия (Эйнсли Бэйли). Постоянно ходит в куртке. Он, как и Дина, «мошенник». Продаёт разные товары, причём храня их по ту сторону куртки. Его часто называют «бровастый», из-за того, что у него очень пышные брови. Часто попадает в передряги с Таем и Флинном. Имеет большое количество родственников.
- Гюнтер Хессенхеффер (Кентон Дьюти) — враг Рокки и Сиси. Брат-близнец Тинки. У него и у Тинки есть манера всегда странно представляться. Имеет немецкий акцент. Родом из «маленькой горной страны», скорее всего — из Лихтенштейна. Одевается в блестящие нелепые наряды. Иногда кажется, что у него есть симпатия к Сиси. В одной серии, выясняется, что он думал, что когда он и Тинка вырастут, то поженятся. Примечание: В реальной жизни Кентон встречался с Кэролайн Саншайн. (Тинкой), но после они расстались.
- Тинка Хессенхеффер (Кэролайн Саншайн) — враг Рокки и Сиси. Сестра-близнец Гюнтера. У неё и Гюнтера есть манера странно представляться. Имеет немецкий акцент. Одевается в нелепые наряды с блёстками. Родом из «маленькой горной страны», скорее всего — из Лихтенштейна. В 5 серии ходила на свидание с Таем, она знала что Таю заплатил Гюнтер, чтобы он вытерпел этот вечер, но всё равно казалось, что они что-то чувствуют к друг другу. Но позже всё становится как обычно. Примечание: В реальной жизни актриса встречалась с Кентоном Дьюти. (Гюнтером), но после они расстались.

### Второстепенные персонажи
- Гарри Уайльд (Harry Wilde, роль исполняет Брендон Джонсон) — самовлюблённый телеведущий «Танцевальной лихорадки». Считает себя красавцем. Манера речи как у современного подростка. В 5 серии пытался флиртовать с мамой Сиси. Постоянно забывает имена своих подчинённых. Так, Сиси и Рокки он называет «Коко и Рикки», а Гюнтера и Тинку — «Гастон и Свинка».
- Джорджия Джонс (Georgia Jones, роль исполняет Анита Бароне) — мать Сиси и Флинна. В разводе. Работает полицейским.
- Марси Блю (Marcy Blue, роль исполняет Карла Рената) — мать Рокки и Тая. Замужем за Кёртисом Блю. Появляется в нескольких сериях.
- Кёртис Блю (Curtis Blue, роль исполняет Фил Моррис) — отец Рокки и Тая. Женат на Марси Блю. Появляется в некоторых сериях. Работает врачом.
- Генри (Henry, роль исполняет Бадди Хэндлесон) — друг Флинна. Ботаник. Несмотря на возраст, Генри уже студент и иногда работает учителем. Часто попадает в разные ситуации с Флинном.
- Дина Гарсия (Dina Garcia, роль исполняет Эйнсли Бейли) — девушка Дьюса. Мошенница, как и сам Дьюс. Дочь богача.
- Дядя Френк (Frank, роль исполняет Джим Пирри) — дядя Дьюса. Владелец пиццерии. Всегда издевается над Дьюсом.
- Клаус Хессенхеффер (Claus Hessenheffer, роль исполняет Николай Брайко) — двоюродный брат Гюнтера и Тинки. Очень злой мальчик.
- Логан «крошка Скутер» (Logan, роль исполняет Лео Ховард) — сын пожарного Джереми, который вскоре становится женихом Джорджии. У Логана и Сиси складываются непростые отношения (начал принимать участие в сериале с 3 сезона 59 серии).
- Директор Рабинофф (Principal Rabinoff, роль исполняет Тим Бэгли) — директор средней школы имени Джона Хьюза.

## Серии
| Сезон | Серии | Серии | Даты показа      | Даты показа     |
| Сезон | Серии | Серии | Первая серия     | Последняя серия |
| ----- | ----- | ----- | ---------------- | --------------- |
| 1     | 21    | 21    | 7 ноября 2010    | 21 августа 2011 |
| 2     | 28    | 28    | 18 сентября 2011 | 17 августа 2012 |
| 3     | 26    | 26    | 14 октября 2012  | 10 ноября 2013  |